# Mistrzostwa Świata Juniorów w Hokeju na Lodzie 2009/I Dywizja
Mistrzostwa Świata w Hokeju na Lodzie Juniorów Pierwszej Dywizji 2009 odbyły się w dwóch państwach: Szwajcarii (Herisau) oraz w Danii (Aalborg). Zawody odbyły się w dniach 14–20 grudnia 2008 roku w Szwajcarii oraz w dniach 15–21 grudnia w Danii. 
W tej części mistrzostw uczestniczy 12 drużyn, które podzielone zostały na dwie grupy, w których rozegrały mecze systemem każdy z każdym. Do elity awansowały najlepsze reprezentacje, zaś do drugiej dywizji spadły najgorsze zespoły.
Hale, w których odbyły się zawody to:
- Sportzentrum Herisau (Herisau)
- Aalborg Arena (Aalborg).

## Grupa A

### Wyniki
| 14 grudnia 2008 | Francja | 2:1 | Słowenia | Sportzentrum Herisau |

| Szczegóły      | Szczegóły                                             | Szczegóły       | Szczegóły              | Szczegóły                                |
| -------------- | ----------------------------------------------------- | --------------- | ---------------------- | ---------------------------------------- |
| Godzina: 13:00 | 01:42 (EQ) Stéphane Da Costa 30:14 (EQ) Graham Avenel | (1:0, 1:0, 0:1) | 52:10 (PP1) Žiga Pance | Widzów: 217 Sędzia główny: Pehr Claesson |

| 14 grudnia 2008 | Estonia | 1:12 | Szwajcaria | Sportzentrum Herisau |

| Szczegóły      | Szczegóły             | Szczegóły       | Szczegóły | Szczegóły                                   |
| -------------- | --------------------- | --------------- | --- | ------------------------------------------- |
| Godzina: 16:30 | 32:04 (EQ) Uku Mölder | (0:7, 1:2, 0:3) | 06:07 (EQ) Pascal Berger 08:14 (EQ) Simon Moser 11:55 (EQ) Pascal Berger 13:22 (EQ) Simon Moser 15:39 (EQ) Manuel Zigerli 16:45 (EQ) Jewgieni Cziriajew 18:44 (EQ) Gregory Sciaroni 21:44 (EQ) Manuel Zigerli 32:04 (EQ) Roman Josi 34:46 (EQ) Simon Moser 49:09 (PP1) Simon Moser 50:52 (EQ) Simon Moser | Widzów: 1012 Sędzia główny: Miroslav Jebavý |

| 14 grudnia 2008 | Polska | 0:4 | Białoruś | Sportzentrum Herisau |

| Szczegóły      | Szczegóły | Szczegóły       | Szczegóły | Szczegóły                                    |
| -------------- | --------- | --------------- | --- | -------------------------------------------- |
| Godzina: 20:00 |           | (0:1, 0:1, 0:1) | 17:08 (EQ) Władimir Muchaiłow 36:39 (PP1) Siergiej Szeleg 46:14 (EQ) Arciom Dziamkou 55:54 (EQ) Dmitrij Wieramiejczik | Widzów: 238 Sędzia główny: Konstantin Olenin |

| 15 grudnia 2008 | Słowenia | 22:2 | Estonia | Sportzentrum Herisau |

| Szczegóły      | Szczegóły | Szczegóły       | Szczegóły                                        | Szczegóły                                  |
| -------------- | --- | --------------- | ------------------------------------------------ | ------------------------------------------ |
| Godzina: 16:30 | 04:41 (EQ) Aljaž Novak 05:10 (EQ) Žiga Pance 06:21 (PP1) Rok Tičar 07:53 (PP1) Žiga Pance 08:38 (PP1) Blaž Gregorc 10:37 (EQ) David Sefič 12:26 (EQ) Jaka Ankerst 13:19 (EQ) Davor Rakanović 15:13 (PP1) Aleksandar Magovac 21:04 (EQ) Rok Tičar 22:15 (EQ) Davor Rakanović 24:57 (SH1) Anže Florjančič 26:39 (EQ) Luka Bašič 27:22 (PP1) Jan Urbas 29:52 Eric Pance 35:06 (EQ) Miha Ahačič 35:28 (EQ) Luka Bašič 37:25 (EQ) Žiga Pance 40:36 (EQ) Luka Scap 41:16 (EQ) Jaka Ankerst 43:56 (PP1) Žiga Pance 55:08 (PP1) Davor Rakanović | (9:1, 9:1, 4:0) | 17:44 (EQ) Jarmo Suvaoja 31:14 (EQ) Kaspar Karik | Widzów: 565 Sędzia główny: Tommy Søstumoen |

| 15 grudnia 2008 | Szwajcaria | 5:1 | Polska | Sportzentrum Herisau |

| Szczegóły      | Szczegóły | Szczegóły       | Szczegóły                    | Szczegóły                                     |
| -------------- | --- | --------------- | ---------------------------- | --------------------------------------------- |
| Godzina: 20:00 | 03:31 (EQ) Roman Schlagenhauf 04:03 (EQ) Manuel Zigerli 06:49 (PP1) Patrick Schommer 45:43 (EQ) Gregory Sciaroni 54;48 (EQ) Mike Wolf | (3:1, 0:0, 2:0) | 17:57 (PP1) Kasper Bryniczka | Widzów: 1320 Sędzia główny: Konstantin Olenin |

| 16 grudnia 2008 | Białoruś | 8:2 | Francja | Sportzentrum Herisau |

| Szczegóły      | Szczegóły | Szczegóły       | Szczegóły                                                  | Szczegóły                                |
| -------------- | --- | --------------- | ---------------------------------------------------------- | ---------------------------------------- |
| Godzina: 20:00 | 05:49 (PP1) Ihor Worosziłow 22:29 (PP1) Arciom Kisły 23:46 (EQ) Michaił Stefanowicz 38:20 (EQ) Siarhiej Drozd 40:49 (EQ) Pawieł Razwadouski 43:08 (PP2) Dzmitryj Korabau 40:49 (EQ) Siarhiej Drozd 59:15 (EQ) Ihar Rawienka | (1:1, 3:0, 4:1) | 04:41 (EQ) Thibault Sage Vallier 49:33 (PP1) Yohann Auvitu | Widzów: 540 Sędzia główny: Pehr Claesson |

| 17 grudnia 2008 | Estonia | 2:4 | Polska | Sportzentrum Herisau |

| Szczegóły      | Szczegóły                                        | Szczegóły       | Szczegóły | Szczegóły                                  |
| -------------- | ------------------------------------------------ | --------------- | --- | ------------------------------------------ |
| Godzina: 13:00 | 48:05 (PP1) Igor Lavrov 50:28 (EQ) Mihkel Vorang | (0:0, 0:2, 2:2) | 20:17 (EQ) Tomasz Cieślicki 29:29 (PP1) Kasper Bryniczka 49:34 (EQ) Mateusz Strużyk 57:23 (EQ) Jakub Witecki | Widzów: 138 Sędzia główny: Miroslav Jebavý |

| 17 grudnia 2008 | Białoruś | 7:2 | Słowenia | Sportzentrum Herisau |

| Szczegóły      | Szczegóły | Szczegóły       | Szczegóły                                           | Szczegóły                                  |
| -------------- | --- | --------------- | --------------------------------------------------- | ------------------------------------------ |
| Godzina: 16:30 | 25:32 (PP1) Siarhiej Drozd 28:02 (EQ) Ihar Rawienka 31:38 (PP1) Anatolij Panow 33:49 (SH1) Siarhiej Drozd 51:54 (SH1) Dmitrij Wieramiejczik 53:09 (PP1) Andrej Kołasau 57:02 (EQ) Andrej Kołasau | (0:0, 4:1, 3:1) | 21:55 (PP1) Anže Florjančič 47:09 (EQ) Blaž Gregorc | Widzów: 356 Sędzia główny: Tommy Søstumoen |

| 17 grudnia 2008 | Szwajcaria | 6:2 | Francja | Sportzentrum Herisau |

| Szczegóły      | Szczegóły | Szczegóły       | Szczegóły                                               | Szczegóły                                     |
| -------------- | --- | --------------- | ------------------------------------------------------- | --------------------------------------------- |
| Godzina: 20:00 | 11:15 (PP1) Manuel Zigerli 16:22 (EQ) Gregory Sciaroni 18:44 (EQ) Etienne Froidevaux 27:49 (PP1) Simon Moser 56:08 (PP1) Pascal Berger 59:22 (EQ) Gregory Sciaroni | (3:1, 1:1, 2:0) | 13:52 (PP1) Antoine Roussel 39:42 (PP1) Antoine Roussel | Widzów: 1098 Sędzia główny: Konstantin Olenin |

| 18 grudnia 2008 | Słowenia | 2:6 | Szwajcaria | Sportzentrum Herisau |

| Szczegóły      | Szczegóły                                           | Szczegóły       | Szczegóły | Szczegóły                                |
| -------------- | --------------------------------------------------- | --------------- | --- | ---------------------------------------- |
| Godzina: 20:00 | 01:51 (EQ) Anže Florjančič 36:08 (PP1) Jaka Ankerst | (1:2, 1:1, 0:3) | 09:25 (EQ) Manuel Zigerli 19:30 (EQ) Pascal Berger 34:11 (EQ) Pascal Berger 40:38 (PP1) Yannick Blaser 44:45 (EQ) Alain Berger 47:52 (EQ) Gregory Sciaroni | Widzów: 885 Sędzia główny: Pehr Claesson |

| 19 grudnia 2008 | Polska | 2:8 | Francja | Sportzentrum Herisau |

| Szczegóły      | Szczegóły                                          | Szczegóły       | Szczegóły | Szczegóły                                  |
| -------------- | -------------------------------------------------- | --------------- | --- | ------------------------------------------ |
| Godzina: 16:30 | 44:31 (EQ) Mateusz Strużyk 52:16 (EQ) Tomasz Kulas | (0:3, 0:4, 2:1) | 04:04 (PP1) Nicolas Arrossamena 10:39 (EQ) Antoine Roussel 13:05 (EQ) Graham Avenel 28:19 (EQ) Yohann Auvitu 28:28 (EQ) Stéphane Da Costa 29:49 (EQ) Remy Rimann 39:42 (EQ) Antoine Roussel 57:44 (EQ) Remy Rimann | Widzów: 232 Sędzia główny: Miroslav Jebavý |

| 19 grudnia 2008 | Białoruś | 19:1 | Estonia | Sportzentrum Herisau |

| Szczegóły      | Szczegóły | Szczegóły       | Szczegóły             | Szczegóły                                  |
| -------------- | --- | --------------- | --------------------- | ------------------------------------------ |
| Godzina: 20:00 | 03:31 (EQ) Ihor Worosziłow 05:49 (PP1) Władimir Muchaiłow 08:55 (PP1) Michaił Stefanowicz 10:04 (EQ) Pawieł Razwadouski 17:26 (EQ) Igor Riewienko 21:03 (EQ) Arciom Dziamkou 21:45 (EQ) Siarhiej Drozd 31:44 (EQ) Alaksandr Jeronau 34:50 (EQ) Arciom Kisły 35:58 (EQ) Władimir Muchaiłow 36:59 (EQ) Igor Riewienko 40:47 (EQ) Michaił Stefanowicz 42:21 (EQ) Siarhiej Drozd 45:01 (EQ) Pawieł Razwadouski 47:55 Michaił Stefanowicz 49:58 (EQ) Arciom Kisły 53:01 (PP1) Siarhiej Drozd 56:27 (PP1) Pawieł Razwadouski 56:39 (EQ) Arciom Kisły | (5:1, 6:0, 8:0) | 04:11 (EQ) Uku Molder | Widzów: 240 Sędzia główny: Tommy Søstumoen |

| 20 grudnia 2008 | Słowenia | 4:0 | Polska | Sportzentrum Herisau |

| Szczegóły      | Szczegóły                                                                                 | Szczegóły       | Szczegóły | Szczegóły                                |
| -------------- | ----------------------------------------------------------------------------------------- | --------------- | --------- | ---------------------------------------- |
| Godzina: 13:00 | 02:52 (EQ) Anže Ropret 15:15 (EQ) Žiga Pance 42:42 (EQ) Anže Ropret 49:10 (EQ) Eric Pance | (2:0, 0:0, 2:0) |           | Widzów: 152 Sędzia główny: Pehr Claesson |

| 20 grudnia 2008 | Francja | 19:0 | Estonia | Sportzentrum Herisau |

| Szczegóły      | Szczegóły | Szczegóły       | Szczegóły | Szczegóły                                  |
| -------------- | --- | --------------- | --------- | ------------------------------------------ |
| Godzina: 16:30 | 03:40 (EQ) Antoine Roussel 13:11 (PP1) Raphaël Papa 14:27 (PP1) Remy Rimann 15:57 (EQ) Graham Avenel 16:07 (EQ) Raphaël Papa 22:08 (EQ) Vincent Kara 24:40 (EQ) Julien Baylacq 28:17 (EQ) Nicolas Arrossamena 28:49 (EQ) Vincent Kara 30:19 (EQ) Raphaël Papa 33:38 (EQ) Robin Gaborit 36:18 (PP1) Graham Avenel 38:55 (EQ) Mathieu Andre 40:24 (EQ) Yohann Auvitu 44:35 (EQ) Graham Avenel 47:14 (EQ) Stéphane Da Costa 47:41 (EQ) Nicolas Arrossamena 51:24 (EQ) Antoine Roussel 55:16 (EQ) Stéphane Da Costa | (5:0, 8:0, 6:0) |           | Widzów: 260 Sędzia główny: Miroslav Jebavý |

| 20 grudnia 2008 | Szwajcaria | 2:1 | Białoruś | Sportzentrum Herisau |

| Szczegóły      | Szczegóły                                           | Szczegóły       | Szczegóły               | Szczegóły                                     |
| -------------- | --------------------------------------------------- | --------------- | ----------------------- | --------------------------------------------- |
| Godzina: 20:00 | 00:20 (EQ) Etienne Froidevaux 56:21 (EQ) Roman Josi | (1:1, 0:0, 1:0) | 15:05 (EQ) Igor Rewenko | Widzów: 2625 Sędzia główny: Konstantin Olenin |

### Tabela
Lp. = lokata, M = liczba rozegranych spotkań, W = Wygrane, WpD = Wygrane po dogrywce lub karnych, PpD = Porażki po dogrywce lub karnych, P = Porażki, G+ = Gole strzelone, G- = Gole stracone, Pkt = Liczba zdobytych punktów
| Lp. | Zespół     | M | W | WpD | PpD | P | G + | G - | ±   | Pkt |
| --- | ---------- | - | - | --- | --- | - | --- | --- | --- | --- |
| 1   | Szwajcaria | 5 | 5 | 0   | 0   | 0 | 31  | 7   | +24 | 15  |
| 2   | Białoruś   | 5 | 4 | 0   | 0   | 1 | 39  | 7   | +32 | 12  |
| 3   | Francja    | 5 | 3 | 0   | 0   | 2 | 33  | 17  | 16  | 9   |
| 4   | Słowenia   | 5 | 2 | 0   | 0   | 3 | 31  | 17  | +14 | 6   |
| 5   | Polska     | 5 | 1 | 0   | 0   | 4 | 7   | 23  | -16 | 3   |
| 6   | Estonia    | 5 | 0 | 0   | 0   | 5 | 6   | 76  | -70 | 0   |

### Statystyki
- Klasyfikacja strzelców:  Siarhiej Drozd – 7 goli
- Klasyfikacja asystentów:  Stéphane Da Costa – 9 asyst
- Klasyfikacja kanadyjska:  Stéphane Da Costa – 13 punktów
- Klasyfikacja ±:  Arciom Kisły,  Ihar Rawienka – +7

## Nagrody
Nagrody IIHF dla najlepszych zawodników
- Bramkarz:  Wital Bialinski
- Obrońca:  Roman Josi
- Napastnik:  Grégory Sciaroni

## Grupa B

### Wyniki
| 15 grudnia 2008 | Ukraina | 2:4 | Norwegia | Aalborg Arena |

| Szczegóły      | Szczegóły                                                | Szczegóły       | Szczegóły | Szczegóły                               |
| -------------- | -------------------------------------------------------- | --------------- | --- | --------------------------------------- |
| Godzina: 13:15 | 30:16 (PP2) Maksym Kwiczenko 59:48 (PP2) Nikita Buszenko | (0:1, 1:2, 1:1) | 12:42 (EQ) Andreas Martinsen 25:51 (PP1) Andreas Martinsen 33:59 (PP2) Stefan Espeland 56:25 (PP2) Aleksander Rindal | Widzów: 173 Sędzia główny: Derek Herman |

| 15 grudnia 2008 | Węgry | 2:6 | Austria | Aalborg Arena |

| Szczegóły      | Szczegóły                                             | Szczegóły       | Szczegóły | Szczegóły                               |
| -------------- | ----------------------------------------------------- | --------------- | --- | --------------------------------------- |
| Godzina: 16:45 | 06:19 (PP1) István Mestyán 09:24 (EQ) Istvan Bartalis | (2:1, 0:5, 0:0) | 07:47 (EQ) Robert Lembacher 21:10 (EQ) Stefan Ulmer 27:06 (EQ) Andreas Kristler 32:41 (EQ) Silvio Jakobitsch 36:52 (PP1) Thomas Hundertfund 39:11 (EQ) Markus Pirmann | Widzów: 224 Sędzia główny: Igor Dremelj |

| 15 grudnia 2008 | Włochy | 1:2 | Dania | Aalborg Arena |

| Szczegóły      | Szczegóły                | Szczegóły       | Szczegóły                                           | Szczegóły                                |
| -------------- | ------------------------ | --------------- | --------------------------------------------------- | ---------------------------------------- |
| Godzina: 20:15 | 59:37 (EQ) Florian Runer | (0:0, 0:1, 1:1) | 36:23 (EQ) Frederik Strom 45:29 (EQ) Lasse Holgaard | Widzów: 1096 Sędzia główny: Peter Lokšík |

| 16 grudnia 2008 | Austria | 6:2 | Ukraina | Aalborg Arena |

| Szczegóły      | Szczegóły | Szczegóły       | Szczegóły                                            | Szczegóły                                   |
| -------------- | --- | --------------- | ---------------------------------------------------- | ------------------------------------------- |
| Godzina: 13:15 | 03:50 (EQ) Mario Fischer 20:21 (EQ) Patrick Divjak 39:35 (SH1) Thomas Hundertfund 43:48 (EQ) Patrick Divjak 48:00 (PP1) Michael Schiechl 58:49 (EQ) Andreas Kristler | (1:0, 2:2, 3:0) | 24:52 (PP2) Igor Sliusar 26:32 (EQ) Jewgen Dziubenko | Widzów: 147 Sędzia główny: Jimmy Bergamelli |

| 16 grudnia 2008 | Norwegia | 4:1 | Włochy | Aalborg Arena |

| Szczegóły      | Szczegóły                                                                                                   | Szczegóły       | Szczegóły                | Szczegóły                               |
| -------------- | --- | --------------- | ------------------------ | --------------------------------------- |
| Godzina: 16:45 | 09:00 (EQ) Mats Olsen 21:43 (PP1) Andreas Martinsen 30:12 (SH1) Scott Winkler 52:53 (SH1) Andreas Martinsen | (1:0, 2:0, 1:1) | 47:00 (EQ) Anton Bernard | Widzów: 188 Sędzia główny: Igor Dremelj |

| 16 grudnia 2008 | Dania | 5:2 | Węgry | Aalborg Arena |

| Szczegóły      | Szczegóły | Szczegóły       | Szczegóły                                            | Szczegóły                                |
| -------------- | --- | --------------- | ---------------------------------------------------- | ---------------------------------------- |
| Godzina: 20:15 | 00:31 (EQ) Lars Eller 04:06 (PP2) Jeppe Henriksen 36:29 (PP2) Lasse Lassen 51:40 (EN) Lasse Lassen 59:21 (EQ) Lasse Holgaard | (2:0, 1:1, 2:1) | 34:42 (PP1) Norbert Dancsfalvi 43:43 (EQ) Gergo Nagy | Widzów: 1114 Sędzia główny: Derek Herman |

| 18 grudnia 2008 | Włochy | 8:2 | Węgry | Aalborg Arena |

| Szczegóły      | Szczegóły | Szczegóły       | Szczegóły                                        | Szczegóły                              |
| -------------- | --- | --------------- | ------------------------------------------------ | -------------------------------------- |
| Godzina: 13:15 | 07:10 (PP1) Tommaso Traversa 14:40 (PP1) Anton Bernard 24:45 (EQ) Tobias Ebner 26:05 (EQ) Marco Insam 39:02 (EQ) Markus Gander 42:09 (EQ) Marco Insam 54:29 (SH1) Marco Insam 57:48 (EQ) Daniel Fabris | (2:1, 3:0, 3:1) | 03:19 (PP2) Adam Fekti 52:26 (EQ) István Mestyán | Widzów: 92 Sędzia główny: Peter Lokšík |

| 18 grudnia 2008 | Austria | 7:0 | Norwegia | Aalborg Arena |

| Szczegóły      | Szczegóły | Szczegóły       | Szczegóły | Szczegóły                               |
| -------------- | --- | --------------- | --------- | --------------------------------------- |
| Godzina: 16:45 | 01:24 (EQ) Michael Schiechl 02:47 (PP1) Stefan Ulmer 26:17 (SH1) Fabian Scholz 28:17 (PP1) Stefan Ulmer 40:36 (EQ) Patrick Divjak 47:19 (EQ) Stefan Ulmer 54:13 (EQ) Patrick Divjak | (2:0, 2:0, 3:0) |           | Widzów: 187 Sędzia główny: Igor Dremelj |

| 18 grudnia 2008 | Dania | 2:0 | Ukraina | Aalborg Arena |

| Szczegóły      | Szczegóły                                              | Szczegóły       | Szczegóły | Szczegóły                                    |
| -------------- | ------------------------------------------------------ | --------------- | --------- | -------------------------------------------- |
| Godzina: 20:15 | 24:19 (EQ) Aleksander Jensen 56:00 (EQ) Lasse Holgaard | (0:0, 1:0, 1:0) |           | Widzów: 1209 Sędzia główny: Jimmy Bergamelli |

| 19 grudnia 2008 | Austria | 1:2 pd. | Włochy | Aalborg Arena |

| Szczegóły      | Szczegóły                 | Szczegóły            | Szczegóły                                        | Szczegóły                               |
| -------------- | ------------------------- | -------------------- | ------------------------------------------------ | --------------------------------------- |
| Godzina: 13:15 | 52:58 (EQ) Markus Pirmann | (0:0, 0:1, 1:0, 0:1) | 24:22 (EQ) Simon Kostner 61:01 (EQ) Tobias Ebner | Widzów: 127 Sędzia główny: Derek Herman |

| 19 grudnia 2008 | Węgry | 2:5 | Ukraina | Aalborg Arena |

| Szczegóły      | Szczegóły                                        | Szczegóły       | Szczegóły | Szczegóły                               |
| -------------- | ------------------------------------------------ | --------------- | --- | --------------------------------------- |
| Godzina: 16:45 | 30:30 (PP1) Tamas Erdelyi 33:04 (EQ) Adrian Toth | (0:1, 2:1, 0:3) | 05:20 (EQ) Ołeh Zadojenko 38:56 (PP2) Maksym Kwiczenko 45:58 (EQ) Mychajło Dołynin 47:05 (EQ) Nikita Buszenko 49:35 (EQ) Nikita Buszenko | Widzów: 107 Sędzia główny: Peter Lokšík |

| 19 grudnia 2008 | Norwegia | 2:4 | Dania | Aalborg Arena |

| Szczegóły      | Szczegóły                                               | Szczegóły       | Szczegóły                                                                                              | Szczegóły                                    |
| -------------- | ------------------------------------------------------- | --------------- | --- | -------------------------------------------- |
| Godzina: 20:15 | 04:19 (PP1) Stefan Espeland 42:28 (PP1) Ken André Olimb | (1:3, 0:0, 1:1) | 05:33 (PP1) Kasper Gommesen 09:37 (PP1) Lasse Lassen 15:04 (EQ) Lars Eller 45:53 (PP1) Simon Gronvaldt | Widzów: 1437 Sędzia główny: Jimmy Bergamelli |

| 21 grudnia 2008 | Norwegia | 4:3 pk. | Węgry | Aalborg Arena |

| Szczegóły      | Szczegóły                                                                                                 | Szczegóły                 | Szczegóły                                                                 | Szczegóły                               |
| -------------- | --- | ------------------------- | ------------------------------------------------------------------------- | --------------------------------------- |
| Godzina: 13:15 | 04:54 (PP2) Aleksander Rindal 32:23 (EQ) Mats Mostue 57:55 (PP1) Scott Winkler 65:00 (PS) Ken André Olimb | (1:1, 1:2, 1:0, 0:0, 1;0) | 06:57 (EQ) Daniel Koger 27:30 (EQ) Attila Pavuk 35:20 (EQ) Dezso Roczanow | Widzów: 143 Sędzia główny: Igor Dremelj |

| 21 grudnia 2008 | Ukraina | 1:2 | Włochy | Aalborg Arena |

| Szczegóły      | Szczegóły                                      | Szczegóły       | Szczegóły                 | Szczegóły                                   |
| -------------- | ---------------------------------------------- | --------------- | ------------------------- | ------------------------------------------- |
| Godzina: 16:45 | 20:14 (EQ) Ihor Slusar 58:03 (EQ) Igor Sliusar | (0:0, 1;1, 0:1) | 23:18 (SH1) Martin Tutzer | Widzów: 283 Sędzia główny: Jimmy Bergamelli |

| 21 grudnia 2008 | Dania | 3:8 | Austria | Aalborg Arena |

| Szczegóły      | Szczegóły                                                                   | Szczegóły       | Szczegóły | Szczegóły                                |
| -------------- | --------------------------------------------------------------------------- | --------------- | --- | ---------------------------------------- |
| Godzina: 20:15 | 24:13 (EQ) Jeppe Henriksen 32:09 (EQ) Lasse Holgaard 40:44 (PP1) Lars Eller | (0:0, 2:3, 1:5) | 27:29 (EQ) Dominique Heinrich 28:10 (EQ) Stefan Ulmer 31:13 (EQ) Thomas Hundertfund 46:49 (EQ) Thomas Hundertfund 51:04 (EQ) Patrick Maier 57:35 (EN) Silvio Jakobitsch 58:08 (EN) Stefan Bacher 59:29 (EN) Stefan Bacher | Widzów: 1805 Sędzia główny: Peter Lokšík |

### Tabela
Lp. = lokata, M = liczba rozegranych spotkań, W = Wygrane, WpD = Wygrane po dogrywce lub karnych, PpD = Porażki po dogrywce lub karnych, P = Porażki, G+ = Gole strzelone, G- = Gole stracone, Pkt = Liczba zdobytych punktów
| Lp. | Zespół   | M | W | WpD | PpD | P | G + | G - | ±   | Pkt |
| --- | -------- | - | - | --- | --- | - | --- | --- | --- | --- |
| 1   | Austria  | 5 | 4 | 0   | 1   | 0 | 28  | 9   | +19 | 13  |
| 2   | Dania    | 5 | 4 | 0   | 0   | 1 | 16  | 13  | +3  | 12  |
| 3   | Norwegia | 5 | 2 | 1   | 0   | 2 | 14  | 17  | -3  | 8   |
| 4   | Ukraina  | 5 | 2 | 0   | 0   | 3 | 11  | 15  | -4  | 6   |
| 5   | Włochy   | 5 | 1 | 1   | 0   | 3 | 13  | 11  | +2  | 5   |
| 6   | Węgry    | 5 | 0 | 0   | 1   | 4 | 11  | 28  | -17 | 1   |